# Taira no Kanemori
En aquest nom japonès, el cognom és Taira.
Taira no Kanemori (平兼盛, ? - 991) fou un poeta yamato-uta i noble japonés de mitjan període Heian. Fou designat membre dels trenta-sis poetes immortals i un poema seu apareix en la famosa antologia Hyakunin Isshu. Era membre del clan Taira.
Té poemes inclosos en diverses antologies oficials de poesia. També n'hi ha una col·lecció personal coneguda com Kanemorishū (兼盛集). La seua filla Akazome Emon era també una distingida poeta waka, tot i que se la coneix més com a filla del seu pare adoptiu, Akazome Tokimochi.